# Teoria di Myron Evans
La teoria di Evans, nota anche come teoria di Einstein–Cartan–Evans, è una teoria di campo unificata proposta da Myron Evans la quale avrebbe unificato relatività generale, meccanica quantistica ed elettromagnetismo. La teoria, sviluppata successivamente insieme ad un gruppo di persone noto come AIAS, non è stata accettata all'interno della comunità dei fisici, ed è stata riconosciuta «piena di fraintendimenti, concezioni errate, errori matematici fatali che invalidano praticamente tutte le asserzioni degli autori».
Il fondatore della teoria Evans è stato considerato dal Nobel 't Hooft come il «perfetto esempio di cattivo fisico teorico».